# Enrique Sierra
Enrique Sierra Egea (Madrid, 29 de julio de 1957 - Madrid; 17 de febrero de 2012) fue un guitarrista, compositor y productor español, cofundador de Kaka de Luxe y del mítico grupo Radio Futura, y protagonista de la Movida Madrileña, y coautor entre otros del tema «Escuela de calor».

## Biografía musical
En 1977, con diecinueve años, formó Kaka de Luxe junto a Olvido Gara "Alaska", Fernando Márquez "El Zurdo", Manolo Campoamor, Carlos Berlanga y Nacho Canut. Enrique Sierra, que procedía de Vibraciones, se consolidó junto a Olvido Gara como guitarrista de la banda. Kaka de Luxe editó su primer y único EP homónimo en 1978.
La banda alcanzó cierta popularidad mediante la revista Disco Express. La aportación de Kaka de Luxe al rock moderno español se concretó en la difusión del punk, movimiento musical de origen británico desconocido por entonces en España. Su introducción en España como movimiento "underground" sería una de las bases de la conocida como Movida Madrileña.

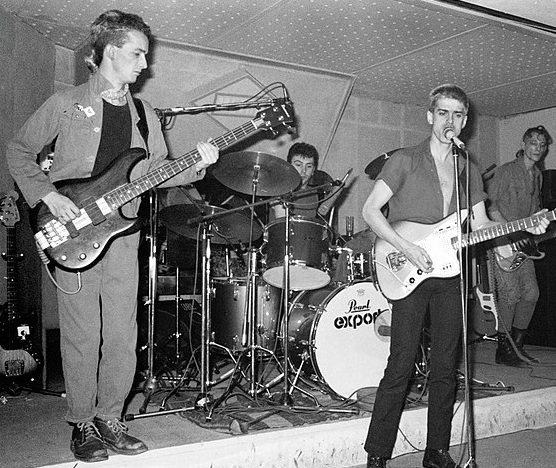
Radio Futura. 1983. Enrique Sierra a la derecha

En 1978, tras disolverse Kaka de Luxe, Sierra fundó Radio Futura junto con los hermanos Santiago y Luis Auserón, Herminio Molero y Javier Pérez-Grueso. Radio Futura llegó a ser una de las bandas más populares y de mayor influencia en España entre los ochenta y comienzos de los noventa. Enrique Sierra aportaba la estética punk característica de los comienzos del grupo que, a lo largo de su evolución hasta 1992, se fundiría con el rock latino.
Tras la disolución de Radio Futura en 1992, Enrique Sierra editó en 1995 su primer álbum en solitario, Mentiras, grabado en Londres con músicos británicos como Danny Cummings, percusionista de Dire Straits, y producido junto a Joe Dworniak (Radio Futura, Jarabe de Palo). Como Enrique Sierra y los Ventiladores giró por toda España. Junto a Pilar Román y Luis Auserón, ex Radio Futura, fundó Klub en 1997, mezclando rock y música electrónica.
Ganó dos Premios Grammy Latinos como ingeniero de sonido, ambos por sucesivos trabajos en discos de Rosario Flores: el primero en 2002, en el álbum Muchas Flores, y el segundo en 2004 por Mil Colores.
Falleció el 17 de febrero de 2012 en el Hospital Clínico San Carlos de Madrid debido a una larga enfermedad renal, una nefropatía.